# Bicicleta sense pedals

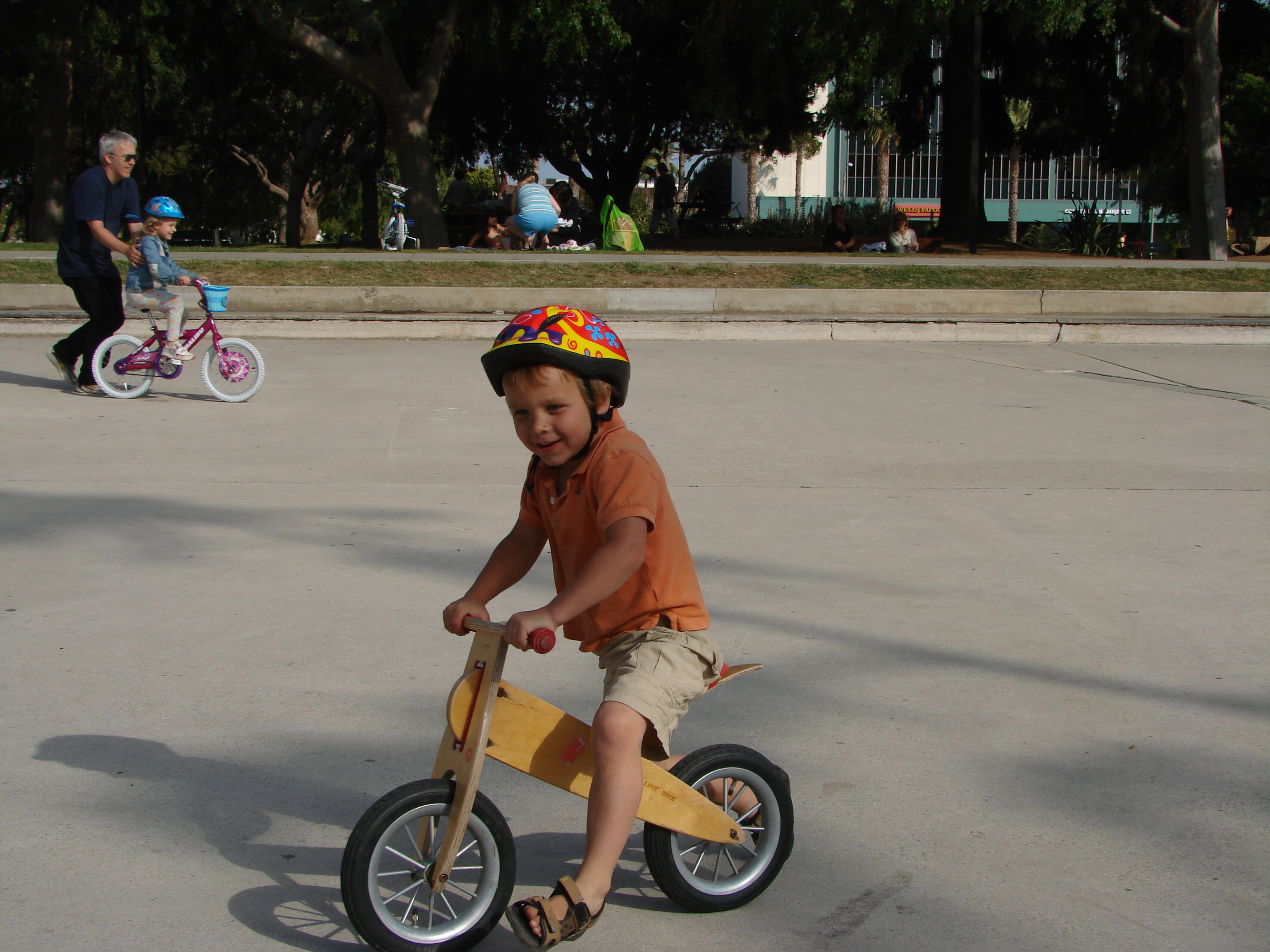
Bicicleta sense pedals de fusta

Una bicicleta sense pedals, prebici, bicicleta d'entrenament o d'equilibri és una bicicleta molt simple que no posseeix ni pedals ni rodetes estabilitzadores. S'utilitza perquè els nens aprenguin a mantenir l'equilibri sobre una bicicleta i perquè els més petits agafin seguretat i equilibri a l'hora de caminar.
A diferència d'un bicicleta amb estabilitzadors, en què s'aprèn a pedalar i després a equilibrar-se, en aquestes bicicletes el nen aprèn a equilibrar-se i posteriorment a pedalar.
Amb aquestes bicicletes s'utilitzen els peus tant per impulsar-se com per sostenir la bici i els nens poden regular quant de temps es mantenen amb els peus sense tocar el terra a mesura que van aprenent. L'aprenentatge és més autònom i necessita menys intervenció del cuidador, que no ha d'ajudar a mantenir l'equilibri ajupit i corrent després de la bicicleta. La transició a una bicicleta sense rodetes estabilitzadores i amb pedals és molt ràpida i es pot fer en un parell de dies

## Història
El 1817, el baró alemany Karl Christian Ludwig Drais von Sauerbronn va dissenyar el primer vehicle de dues rodes amb dispositiu de direcció. Aquesta màquina, denominada draisina en honor del seu inventor, va ser precursora de la bicicleta i la motocicleta. Aquesta màquina consistia en una mena de carret de dues rodes, col·locades una darrere d'una altra, i un manillar. La persona es mantenia asseguda sobre una petita muntura, col·locada en el travesser. El conductor girava cap a la direcció que volia mitjançant una vara de fusta que estava unida a la roda davantera.
A la fi del segle 20 aquest transport va ser reinventat per un dissenyador alemany, Rolf Mertens. Se li va ocórrer construir un model semblant a l'anterior, en el qual el seu fill pogués aprendre a mantenir l'equilibri damunt de dues rodes. La bicicleta sense pedals començà a ser més popular i Rolf, juntament amb el seu germà, va crear l'empresa “Kokua” i es va dedicar a vendre les seves bicicletes sense pedals.